# Fluorescein Arsenical Helix Binder
Fluorescein arsenical helix binder, kurz FlAsH-EDT2, ist eine vom Fluoreszenzfarbstoff Fluorescein abgeleitete arsenhaltige chemische Verbindung, die in Peptiden und Proteinen selektiv an bestimmte Strukturen (sog. Tetracysteinsequenzen) binden kann. Nach Bindung an seine Zielstruktur und einer Anregung mit kurzwelligem Licht zeigt FlAsH eine Fluoreszenz. FlAsH-EDT2 ist daher als Protein-Tag zur selektiven Markierung und Identifizierung von Proteinen geeignet. Ebenso wird dieser Farbstoff als ein Fluorophor für Förster-Resonanzenergietransfers (FRET) verwendet. FlAsH-EDT2 kann sowohl in die Gruppe der Triphenylmethanfarbstoffe, als auch der Xanthenfarbstoffe eingeordnet werden.

## Biochemie
Die bevorzugte Bindungsstruktur für FlAsH-EDT2 ist eine Tetracysteinsequenz, die aus vier Cysteinbausteinen und einem aus zwei Aminosäuren bestehenden Spacer in der Form CCXXCC aufgebaut ist. Mit niedrigerer Affinität bindet FlAsH-EDT2 auch an andere Strukturen, wie z. B. CXXC.

## Synthese
FlAsH-EDT2 kann in einer Zweischrittsynthese aus 4',5'-Bis(acetoxymercuri)fluorescein synthetisiert werden. Dazu wird 4',5'-Bis(acetoxymercuri)fluorescein mit einem molaren Überschuss an Arsen(III)-chlorid und Diisopropylethylamin in N-Methylpyrrolidon unter Palladiumacetat-Katalyse umgesetzt. Das Reaktionsprodukt wird anschließend mit einem Überschuss an 1,2-Ethandithiol zu FlAsH-EDT2 umgesetzt.